# Törökország kultúrája
A török kultúra a török nép kultúráját jelenti, mely igen színes és sokrétű, köszönhetően az oszmán múltnak, a kultúrák keveredésének és az iszlám tradícióknak. Az atatürki reformoknak köszönhetően Törökország a 20. század nagy részében a nyugat-európai mintákat követte nem csak a politika, de a művészetek terén is, mindazonáltal próbálták megőrizni a régi kulturális értékeket is. Ennek a kettős folyamatnak köszönhető, hogy a török kultúra ma a „kelet” és a „nyugat” egy igen érdekes és bonyolult keveréke.

## Népi kultúra

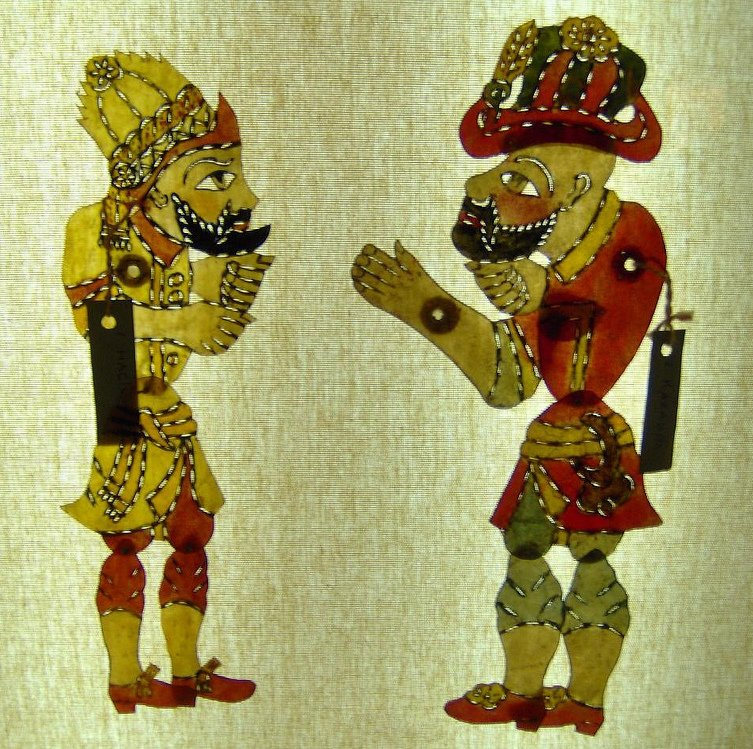
Karagöz, hagyományos török árnyjáték

## Nyelv
A török nyelv (türkçe vagy türk dili) az altaji nyelvcsaládba, azon belül a türk nyelvek (török nyelvek) közé tartozik. Bár a többi türk nyelv (főleg az azeri és a türkmén, melyeket a volt Szovjetunió utódállamaiban beszélnek) közel áll a törökhöz, fontos különbségek vannak köztük a nyelvtan, a szókincs és a hangtan tekintetében. A világon élő török nyelvű emberek számát 61 millióra teszik, ebből 51,8 millió él Törökországban.
A török nyelvre jellemző tulajdonságok:
- agglutináló nyelv, azaz ragokat használ
- magánhangzó-harmónia: a ragok hangrendjének illeszkednie kell a szótő hangrendjéhez: ev-de (ház-ban), ada-da (sziget-en)
- nincs nyelvtani nem: o (ő)
- az altaji nyelvcsaládra jellemzően a melléknév megelőzi a főnevet: güzel pencere (szép ablak)
- az ige a mondat végén található: Ali Burcu'yu çok seviyor (Ali nagyon szereti Burcut)

A török nyelvet nyugati és keleti dialektusokra oszthatjuk, a modern török irodalmi nyelv az anatóliai dialektus Isztambulban beszélt változatára épül.

## Vallás
Töröko. vallási megoszlása (2017–2018)
A törökök nagy többsége muszlim, annak is a szunnita és hanafita ágát képviselik. A lakosság több mint 10%-a síita muszlim. Több mint 10%-ra becsülik az alevik számát, és nagy befolyása van a szúfi rendeknek (mevlevi, naksbandi) is. A többi vallás elhanyagolható kisebbséget tesz ki. 
Az atatürki szekularizációs folyamatoknak köszönhetően a vallás inkább kulturális örökség a törököknél, mint dogma. Sokan csupán formálisan muzulmánok (születés jogán), de természetesen sokan valóban gyakorolják is a hitüket. Az iszlám mellett kis számban találhatunk még keresztényeket és zsidókat is.

## Oktatási rendszer

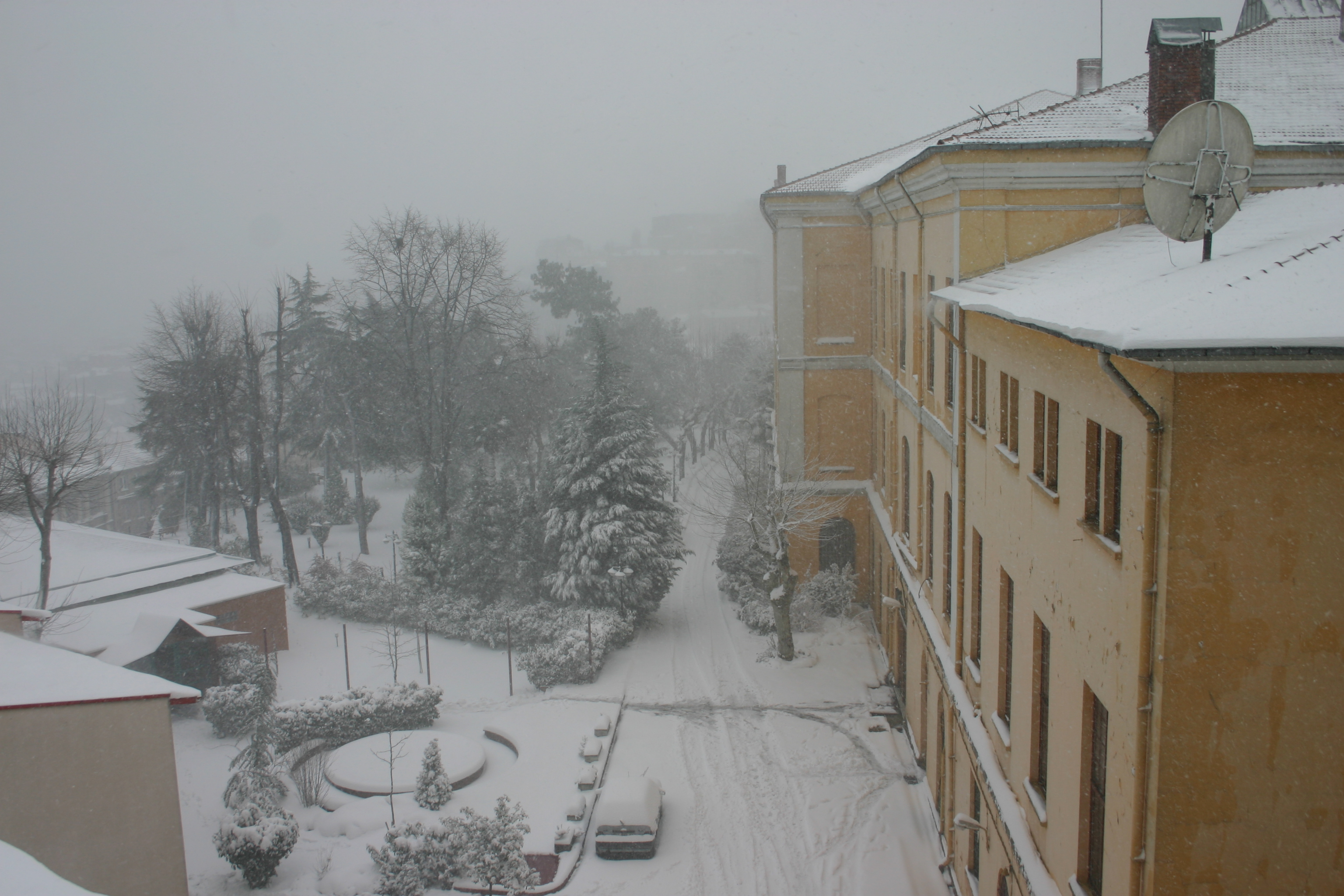
Az ország legrégebbi és legpatinásabb középiskolája, a francia két tannyelvű Galatasaray Lisesi Isztambulban

A török oktatási rendszer Atatürk reformjainak alapjain nyugszik, melyeket a török függetlenségi háború és a köztársaság kikiáltása után vezettek be. A rendszert az állam felügyeli, úgy alakították ki, hogy képzett munkaerőt legyen képes adni a szociális és gazdasági szektorok számára.
Törökországban 8 év általános iskolai tanulás kötelező, 6-tól 14 éves korig. A középiskola 3 illetve 4 éves, vannak állami illetve magániskolák is, ám a gyerekek többsége, 95%-a, az állami oktatásban tanul. Léteznek általános középiskolák és specializált szakközépiskolák.
A középiskolai oktatás után lehetőség van felsőoktatási intézményben a továbbtanulásra. Minden egyetemre és főiskolára központi felvételi rendszer van, az ÖSS (Öğrenci Seçme Sınavı, Hallgató-elhelyezési vizsga), amelynek keretében a felvehető helyekre teljesítményüknek megfelelően osztják be a vizsgát sikeresen letevő tanulókat. E rendszer alól csak az Anadolu Egyetem Açıköğretim Fakültesi azaz Nyílt Oktatási Tanszéke kivétel.
2002-ben az állam, magán- illetve nemzetközi források 13 milliárd lírát költöttek az oktatásra Törökországban.

## Kulturális intézmények

### Múzeumok
Törökország ókori történelmének sokszínűsége miatt szerte az országban rengeteg múzeumot találhatunk. Csak Isztambulban harmincnál több múzeum van, ezek közül is kiemelkedik a Topkapı palota, az Isztambuli Archeológiai Múzeum, a Szépművészeti Múzeum és a Török és Muszlim Művészetek Múzeuma'. Ankara ad otthont Atatürk hatalmas emlékművének, Anıtkabirnak, valamint az értékes leletekkel zsúfolt Anatóliai Civilizációk Múzeumának. Érdekes lehet még az epheszoszi archeológiai múzeum, a Konyai Mevlana Múzeum és a bodrumi Vízalatti Archeológiai Múzeum is.

### Atatürk Kulturális Központok
1983-ban alakultak meg Törökország-szerte az úgy nevezett „Atatürk Kulturális Központok” (Atatürk Kültür Merkezi), melyeket államilag hoztak létre az atatürki eszmék terjesztésére, a kultúra terjesztésének elősegítésére. Ezek amolyan közösségi házak, vagy „kultúrházak”, ahol koncerteket, bemutatókat, kiállításokat, szemináriumokat, előadásokat szerveznek.

### Könyvtárak
Törökország Nemzeti Könyvtára (Milli Kütüphane) Ankarában található. Csak azok a könyvek kölcsönözhetőek, amelyek elérhetőek könyvtárközi kölcsönzésre. Külföldieknek előzetes regisztráció szükséges a belépéshez, melyhez meghívó levelet kell kitölteni, és mellékelni kell az útlevél másolatát. A könyvtárnak külön van Atatürk hagyatékát kutató részlege. Ankarában van a speciálisan Atatürk-kutatások céljából létrehozott Atatürk Kutatóközpont (Atatürk Araştırma Merkezi), ahol minden, az alapító államfővel kapcsolatos dokumentum fellelhető és kutatható.
Törökországban több mint 1400 nyilvános könyvtár található, emellett mintegy 80 felsőoktatási intézmény könyvtárai is látogathatóak. Ezek mellett találhatóak még egy-egy témakörre specializálódott könyvtárak és magánkönyvtárak is. Az egyes tartományok mobilkönyvtárakat is üzemeltetnek, ezekből jelenleg 65 található szerte az országban. Jelenleg 60 könyvtár rendelkezik digitális katalógussal, az internetre viszont csak 30 könyvtárban lehet csatlakozni. Általában nincsenek audiovizuális szolgáltatások, de a könyvek egy része elérhető hangoskönyv formájában a látássérültek segítésére. Az egyetemi könyvtárakban általában elérhető az internet-szolgáltatás.
A levéltárak viszonylag új intézmények Törökországban, az Állami Levéltárak Igazgatóságát (Devlet Arşivleri Genel Müdürlüğü) 1984-ben alapították, az oszmán kori iratokat Isztambulban, a köztársaság alapítása után keletkezett dokumentumokat Ankarában őrzik.

## Művészetek

### Építészet
A török építészet formavilágának alapjai a nép ősi nomád életmódjára vezethetők vissza. Ezeket a motívumokat is felhasználta a perzsa, görög, római, örmény és bizánci hatásokat mutató szeldzsuk építészet, mely főképpen medreszéiről (iskola), karavánszerájairól és türbéiről nevezetes. Az oszmán építészet monumentalis jellegét a leghíresebb török építész, Szinán munkáiban is felfedezhetjük. A legjellemzőbb oszmán épületek az impozáns mecsetek, mint például az Edirnei Szelim-mecset, vagy az isztambuli Kék mecset, illetve a pompázatos szultáni és főúri paloták. A modern török építészetre a 18. illetve 19. században virágzó török barokk és oszmán Art-Noveau stílusok is hatást gyakoroltak. A 20. század elején a nemzeti érzelmek feltámadása hozta létre a monumentális nacionalista építészetet, melynek gyökerei a klasszikus oszmán építészetig nyúlnak vissza. Az 1930-as évekre a funkcionalista, eklektikusságot mellőző építészet volt a jellemző, ahogy azt Ankara számos épülete is jól mutatja. Később számos irányzat jött létre, mint például a Sedad Hakki Eldem, illetve a német Paul Bonatz nevével fémjelzett „második nacionalista építészet”, vagy a hatvanas években népszerű újregionalizmus.

### Színház, opera

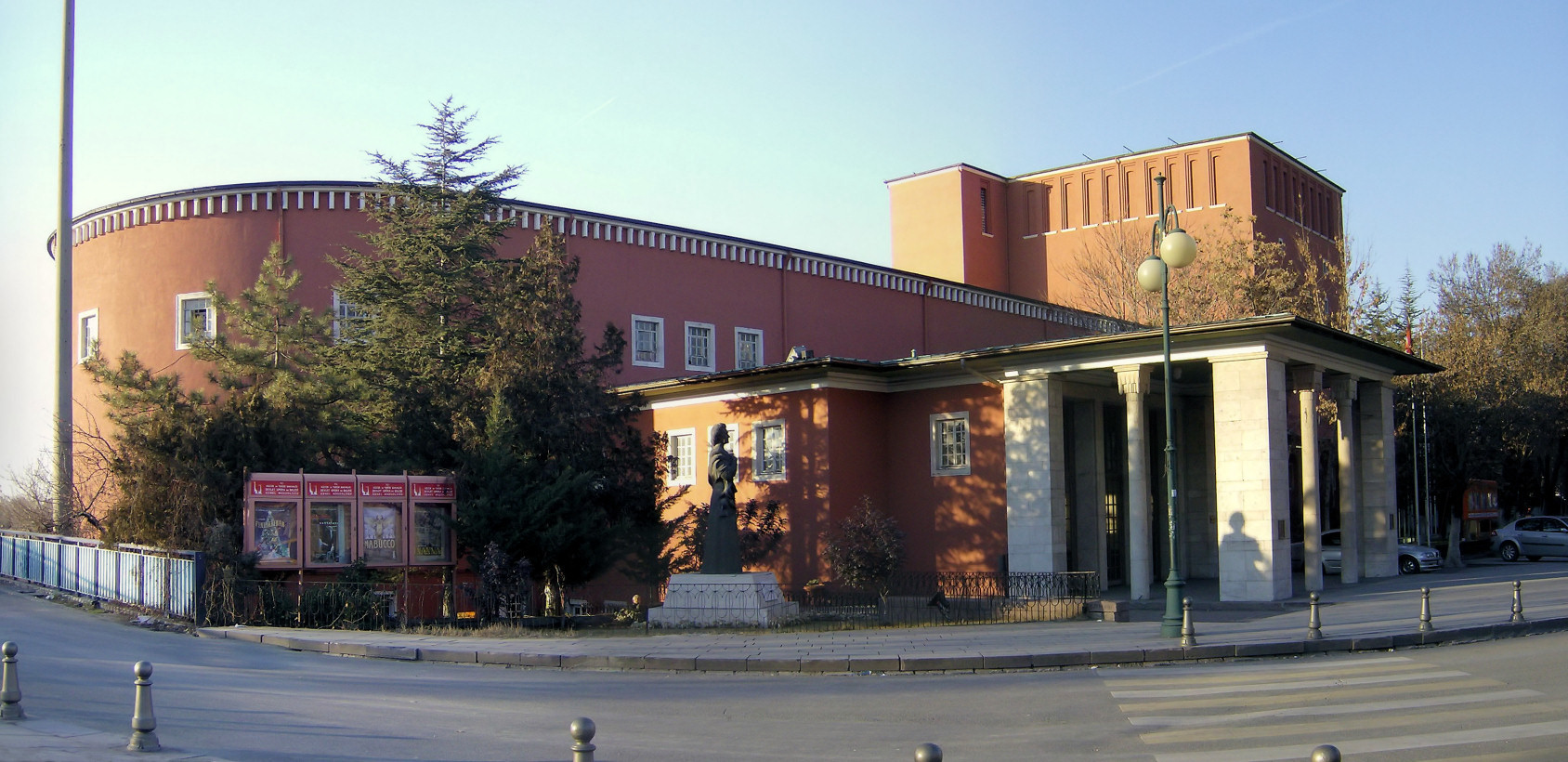
Az Ankarai Állami Operaház épülete

Törökországban élénk a színházi élet, vannak állami színházak és magán színi társulatok. Az állami színházakat az Állami Színházak Intézete (Devlet Tiyatroları) felügyeli. Jelenleg 37 társulat tartozik ide, az ország nagyobb városaiból. Az intézet célja többek között a török drámaírók segítése, a török színdarabok külföldi népszerűsítése, a színházkultúra terjesztése. Az állami és magánszínházak mellett az egyes városok önkormányzatai is tartanak fenn színházakat. Az állami színházakból sok színész a televízióban is játszik, az egyik legismertebb ilyen színész Levent Kırca. A legjelentősebb drámaírók között tartják számon Ferhat Sensoyt és Orhan Asenát. A színészeket, rendezőket, dramaturgokat, jelmeztervezőket állami konzervatóriumokban képzik.
A török opera története egészen az oszmán időkig nyúlik vissza, az Európában népszerű műfaj a szultáni udvart is elérte a 18. században. Giuseppe Verdi néhány operáját például előbb mutatták be Isztambulban, mint Olaszországban. Atatürk köztársaságának első török operáját 1934-ben mutatták be Özsoy címmel. Atatürk támogatta a török zenei életet, megalakult az Elnöi Szimfonikus Zenekar és sorra nyíltak a zeneiskolák és konzervatóriumok. Az 1960-as évekre más nem csak Ankarának volt operatársulata, de Isztambulnak, İzmirnek és később Antalyának is.

### Filmművészet

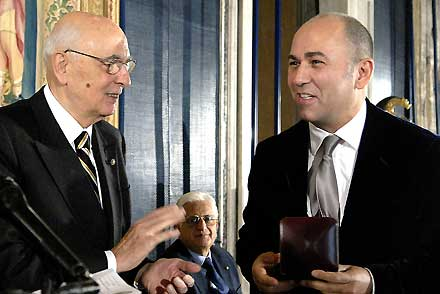
Ferzan Özpetek (jobb oldalon), az egyik legismertebb török filmrendező

Néhány évvel azután, hogy az első filmvetítések megkezdődtek Európában, a film elérte az Oszmán Birodalmat is. Először csak a szultán számára volt elérhető, magánvetítések formájában, 1908-tól azonban sorra nyíltak a nyilvános filmszínházak is, többségük külföldi vagy kisebbségi tulajdonban volt. Az első török filmnek Fuat Uzkınay katonatiszt Ayos Stefanos'taki Rus Abidesinin Yıkılışı („A Szent Sztefanosz-beli orosz szobor ledöntése”) című munkáját tartják. Az első török filmekre erőteljes hatást gyakorolt a színház. A befolyásmentes, „igazi” filmművészet kezdete az 1950-es évekre tehető. 1952-ben rendezték az első török filmfesztivált, melynek első díját Lütfi Akad Kanun Namına („A törvény nevében”) című filmje nyerte el. Az 1960-as évek a török filmművészet aranykorának kezdeteként is tekinthető, évente mintegy 60 filmet készítettek ekkor, melyek többsége társadalmi és gazdasági problémákkal foglalkozott. Az 1960-as évek végén a televízió megjelenése a török filmművészetre is kihatott. Az 1980-as években rohamos fejlődés kezdődött, és a török filmek már a nemzetközi fesztiválokra is eljutottak. A társadalmi problémák mellett megjelentek a pszichológiai témákat és a nők jogait boncolgató alkotások is. Az 1990-es években kevesebb, de jobb minőségű filmet készítettek, ennek oka pedig a filmművészet oktatásában rejlik: ekkor vezették be az egyetemeken a filmművészeti karokat, és kezdtek el szakembereket képezni. A hollywoodi és európai filmek nemzetközi népszerűsége kihatott a török filmgyártásra is, a filmek és ezzel párhuzamosan a mozik száma is csökkenni kezdett. Állami támogatással azonban a török rendezők elkezdtek más országok stábjaival közösen dolgozni, aminek következtében a filmgyártás ismét fellendült.
Ma a török filmek egy része Európába is eljut, ilyen például a népszerű stand-up komikus, Cem Yılmaz G.O.R.A. című filmje, mely Magyarországon is megjelent DVD formátumban, vagy a hazai mozikban is vetített Farkasok völgye: Irak című, sok vitát kiváltott akciófilm. A török-európai filmművészet legismertebb alakja az Olaszországban élő, de sokszor török témákat feldolgozó Ferzan Özpetek, akinek legismertebb filmje a Törökfürdő. Ugyancsak ismert török rendező a Németországban született Fatih Akın, akinek Fallal szemben című filmje több díjat is nyert. Akın másik érdekes alkotása a Crossing the Bridge: The Sound of Istanbul című műve, mely Isztambul zenei életébe kalauzol, olyan török sztárok segítségével, mint Sezen Aksu, az Eurovízió-győztes Sertab Erener vagy a török rap királyának tartott Ceza.
Törökországban minden évben több filmes fesztivált is rendeznek, ezek közül a legnagyobb presztízzsel az antalyai Altın Portakal (Arany Narancs) és az Uluslararası İstanbul Film Festivali (Nemzetközi Isztambuli Filmfesztivál) rendelkezik.

### Zene

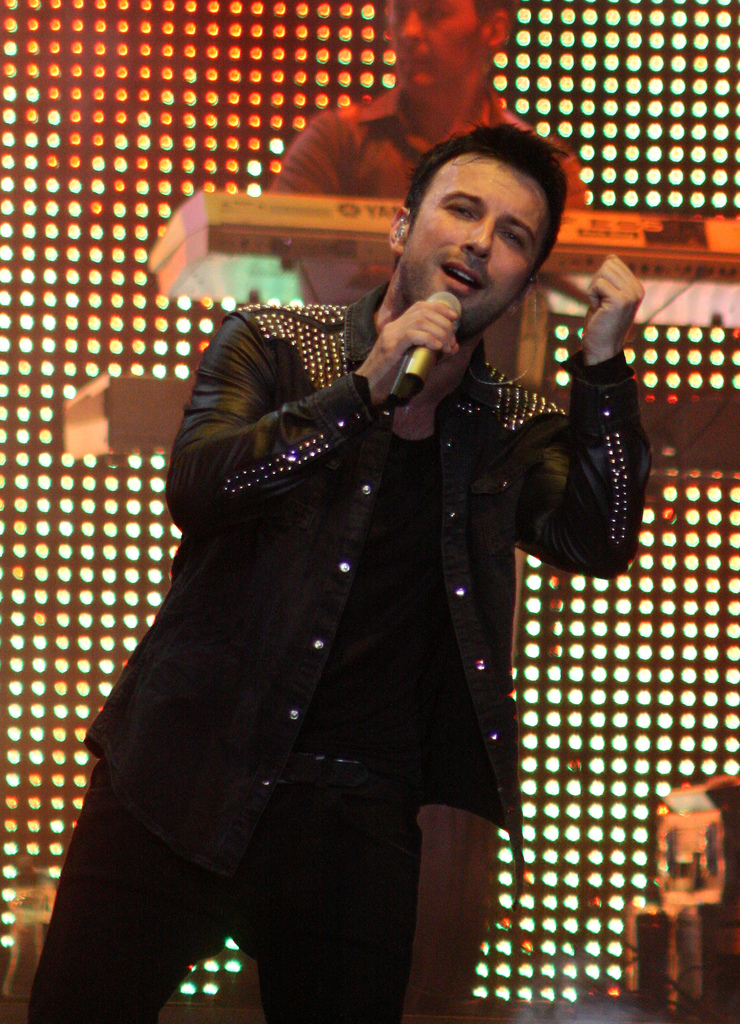
Tarkan, 2011.

Törökország tradicionális zenéje két fő hagyományhoz kötődik, melyek szorosan összefüggenek, mégis eltérő jellegűek. Az egyik a török népzene, melyet az anatóliai, balkáni és közel-keleti népek kultúrája határoz meg. A török népzene nem csak a közép-ázsiai türk népek zenéjére támaszkodik, de erőteljes kölcsönhatásban van a régió más népeinek zenéjével is. A másik zenei tradíció, a török klasszikus zene az oszmán elit társadalom zenéjét tükrözi, melyre erősen hatottak az iszlám (különösen az arab és a perzsa) kultúrák.
Az Oszmán Birodalom korában a török klasszikus zenét a palotákban játszott zene jelentette, míg a népzene a falvakban játszott zene volt. 1923-ban, a köztársaság kikiáltásával új korszak kezdődött: az új köztársaság céljai között szerepelt többek között az ország modernizálása és a nyugati kultúra támogatása, így az oszmánnak maradványnak nyilvánított isztambuli székhelyű klasszikus zene helyett a törökösnek számító anatóliai zenei világot népszerűsítették. Mindemellett támogatták a nyugati klasszikus zene terjesztését is, az ország modernizálásának egyik lépcsőfokaként.
Az 1960-as években a nyugati populáris zene Törökországot is elérte, törökül a hafif-batı müziği (könnyű nyugati zene) nevet kapta. A kommunista eszmék világméretű terjedésének következtében a török művészek a modern dallamokat népzenei elemekkel ötvözték, létrehozva az ún. Anatóliai Rock műfaját.
Az 1970-es években elkezdődött a városiasodás: vidékről egyre többen költöztek a munkahelyet biztosító nagyvárosokba (leginkább Isztambulba), ám nagyon sokan nem tudtak hozzászokni az új környezethez, az urbanizációhoz, és ennek következtében létrejött egy új zenei műfaj, az arabeszk, „a szenvedés zenéje”, melyet néhány szakember az oszmán klasszikus zene „elferdítésének” minősített. Az arabeszk (Arabesque) zene a török népzene és a közel-keleti zene fúziója. A növekvő baloldali közösségek létrehozták saját protest-zenei stílusukat, az „özgün müzik” azaz szabad zenét. A katonai kormányzatideje alatt mind az arabeszk, mind az özgün zenét „elkorcsosodottnak” minősítették, és a török klasszikus zenét részesítették előnyben.
Az 1990-es évek elején lett népszerű a nyugati stílusú popzene, a világra nyitó modernizációs tendenciáknak köszönhetően. A popzene növekvő népszerűsége olyan nemzetközileg is ismert sztárokat emelt a magasba, mint Tarkan vagy az Eurovíziós Dalfesztivál győztese Sertab Erener.
A török népzene az 1990-es évek végén ismét középpontba került, és egyre népszerűbb.

### Tánc
Törökország hivatalos néptáncegyüttesét, az Állami Néptáncegyüttest 1975-ben alapították. A társulat több mint 50 országban lépett már fel, repertoárjában az összes régió főbb táncai megtalálhatóak. A néptáncot az Atatürk Kulturális Központokban is oktatják, és több magán tánccsoport is létezik. A néptáncokat a modern táncokkal ötvöző leghíresebb török társulat az Anadolu Ateşi, akik percenkénti 241 lépésszámukkal Guinness-rekordot döntöttek.

## Televízió
Törökország első televíziócsatornája, a TRT 1964-ben kezdett sugározni. A csatorna bevételeinek 70%-át ma is az elektromos áramra és a televízió- illetve rádiókészülékekre kivetett adó teszi ki, 20%-a állami támogatás, és csak 10%-a reklámbevétel. Az állami csatorna mellett az országnak több, magánkézben lévő kereskedelmi csatornája is van, például az ATV, a CNN Türk, a Kanal D, a Samanyolu, a Show TV vagy a Star TV.
Törökországban rendkívül nézettek a helyi sorozatok, szinten minden nagyobb csatornának vannak saját, többnyire a mexikói szappanoperák történeteihez hasonló sorozatai, melyek közül többet Magyarországon is bemutattak. A két legnézettebb sorozat a Kurtlar Vadisi (melyen a Farkasok völgye: Irak című mozifilm alapszik), illetve az Avrupa Yakası (Európai Oldal).
A sorozatok mellett a különböző talkshow-k is népszerűek, mint például neves színész, Okan Bayülgen által vezetett Makine, vagy az arabeszk énekes İbrahim Tatlıses İbo Show-ja.

## Gasztronómia

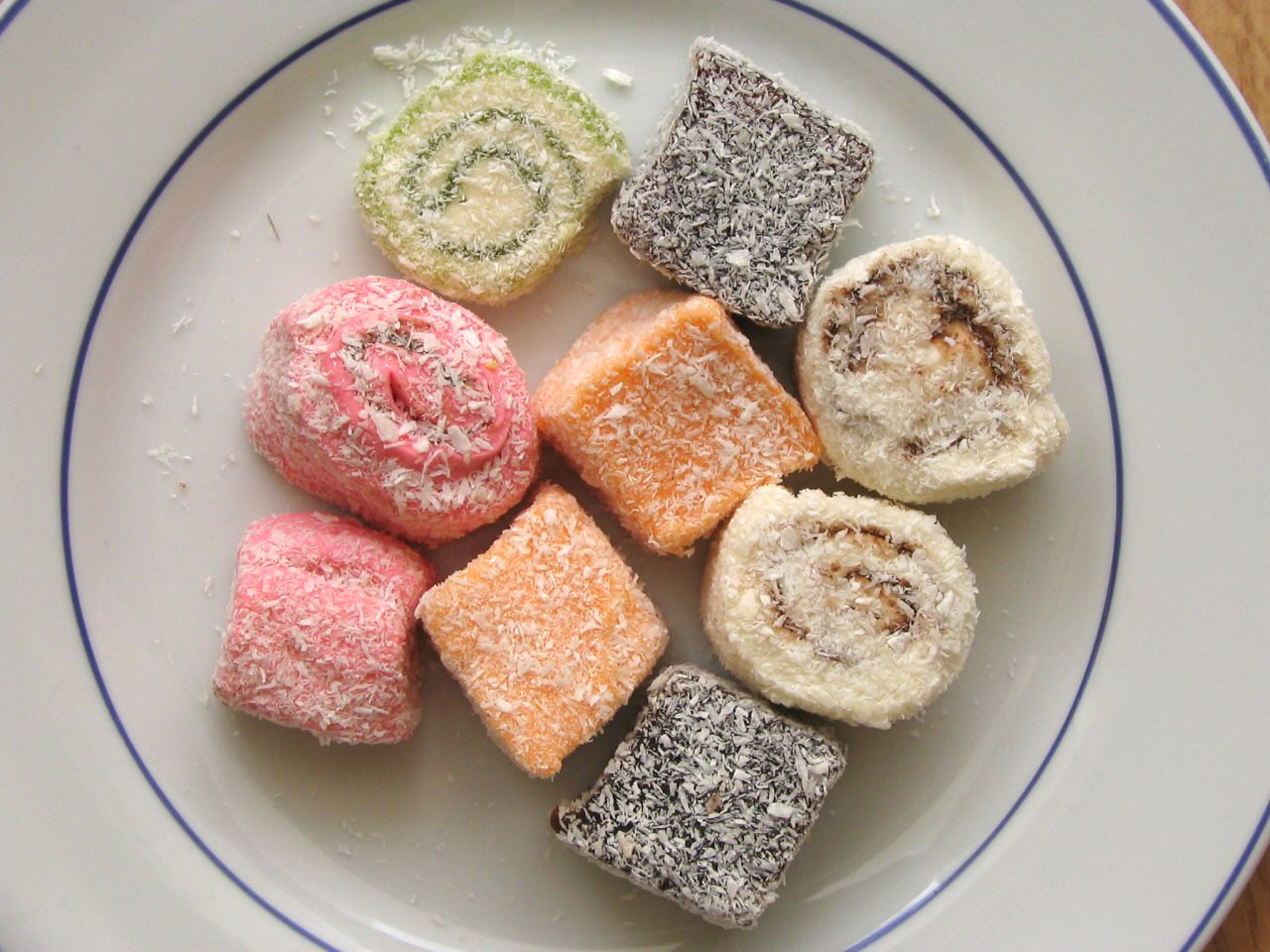
Lokum, azaz „Turkish Delight”, jellegzetes török édesség

A török konyhaművészet jól ismert Európában. A leggyakrabban használt alapanyagok: padlizsán, zöldpaprika, hagyma, lencse, bab, paradicsom, fokhagyma és uborka. A legkedveltebb gyümölcsféleségek közé tartozik a szőlő, az őszibarack, a cseresznye, a sárgadinnye, a füge, a citrom; a törökök kedvelik a magvakat és dióféléket: a pisztáciát, a mogyorót, a mandulát, a földimogyorót, a fenyőmagot, a pörkölt csicseriborsót. A leginkább használt fűszerek a petrezselyem (melynek csak a levelét hasznosítják), a köménymag, a feketebors, a paprika, a menta és a kakukkfű.
A török konyhát jelentősen befolyásolta az Oszmán Birodalom sokszínűsége, multikulturális környezete. Az oszmán konyhaművészet egyesítette a birodalom területén élő népek ételeit és elkészítési módszereit. A legnagyobb befolyást a görög és közel-keleti konyha gyakorolt rá, de keveredtek benne az ősi, közép-ázsiai török hagyományok is.
A legízletesebb fehér sajtok és joghurtok juhtejből készülnek. Népszerű köret a rizs (pilav) és a bulgur (összetört, főzött majd kiszárított búzakása). Az olívaolaj széleskörűen elterjedt, leginkább Törökország nyugati területein, ahol bőven találhatóak olajfaligetek. Az olívabogyó (zöld, fekete, rózsaszín) kedvelt előétel. A kenyér búzából, árpából és kukoricából készül. Jellegzetesen török kenyér a pide (pita) és a tandır ekmeği (tandır: szabadtéri, kerek tűzhely, melynek a belső oldalán sütik ki a kenyértésztát).

## Lásd még
- Török esküvői hagyományok